# Мошнє
Мошнє  (словен. Mošnje) — поселення в общині Радовлиця, Горенський регіон, Словенія. Висота над рівнем моря: 453,5 м.